# Cicurina venefica
Cicurina venefica là một loài nhện trong họ Dictynidae.
Loài này thuộc chi Cicurina. Cicurina venefica được Willis J. Gertsch miêu tả năm 1992.